# Битва при Бауцені
Битва при Бауцені — битва 8–9 (20-21) травня 1813 під містом Бауценом між російсько-прусською армією під командуванням генерала П. Х. Вітгенштейна (93 тис.) і французькою армією під командуванням імператора Наполеона (близько 143 тис.).
Після перемоги під Лютценом Наполеон перейшов у наступ і спробував остаточно розгромити союзників в районі Бауцена. План французького полководця полягав у глибокому фланговому охопленні союзних військ, їхному оточенні й знищенні. Для цього французький імператор надіслав в обхід союзної армії з півночі значну частину своїх сил на чолі з маршалом Неєм (60 тис.). З іншими ж Наполеон 8 травня форсував у декількох місцях річку Шпрее. Після запеклого бою французи відтіснили армію союзників і оволоділи Бауценом.
Проте наступного дня Ней, що вийшов на вихідні позиції, не зміг вчасно завершити охоплення правого флангу союзників. Багато в чому це сталося через стійку оборони російських частин під командуванням генералів М. Б. Барклая-де-Толлі і С. Н. Ланського. Наполеон же не поспішав кидати в бій резерв, поки Ней не вийде в тил союзникам. Це дало Вітгенштейну можливість своєчасно відвести війська за річку Лебу і уникнути оточення. Нестача кавалерії у французів не дозволила Наполеону розвинути успіх.
Союзники втратили в цій битві 12 тисяч вояків. Французи — 18 тис. Після поразки при Бауцені російську армію замість Вітгенштейна очолив (з 17 травня) генерал Барклай-де-Толлі. Ця перемога скоріше негативно вплинула на моральний стан наполеонівської армії, яка чекала більшого успіху. Її солдатів пригнічувало, що всі їхні зусилля і величезні жертви не внесли перелому в хід кампанії. Союзники хоч і зазнали поразки, відступили, не втративши жодного полоненого. Після битви при Бауцені протиборчі сторони уклали тимчасове перемир'я.